# Швыдкий, Вадим Семёнович
Вадим Семёнович Швыдкий (род. 29 сентября 1975, Киев) — украинский оперный и камерный певец (бас).

## Биография
В 1986—1992 пел в Большом детском хоре Гостелерадио УССР. В 1992 г. начал заниматься вокалом под руководством Ирины Персановой и преподавателя Киевского музыкального училища им. Р. М. Глиэра Владимира Терехова.
С 1994 по 1998 — студент Национальной музыкальной академии Украины в классе профессора, Народного артиста СССР Н. К. Кондратюка (пение)  и З. Е. Лихтман (камерный класс).

## Творчество
С 1996 по 1998 — одновременно солист театра «Молодая опера» (Оперная студия НМАУ им. П. И. Чайковского) и «Еврейского камерного театра» Киев.
С 1998 живёт в Германии. Выступает на оперных и концертных площадках многих стран мира (в том числе Россия, Германия, Израиль, Молдова, Сербия. Принимает участие в различных музыкальных и театральных фестивалях. 
С 1999 сотрудничает с дортмундским хором «Бат Коль Давид» (Chor «Bat Kol David») (солист бас-баритон).
Многочисленные записи на CD (сольные партии в «Реквиеме» В.-А. Моцарта, произведениях Л. Левандовского и М. Равеля; романсы, песни и арии Й. Брамса, Х. Вольфа, Р. Штрауса, Дж. Бока).
С 2022 года Вадим Швыдкий солист театра Бохумская камерная опера (Kammeroper Bochum).
В репертуаре певца — большая галерея персонажей из опер и оперетт, такие как Гремин, Зарецкий, Дон Бартоло, Фигаро, Антонио и Граф Альмавива («Свадьба Фигаро»), Данкайро («Кармен»), Тевье и Лазар-Волф («Скрипач на крыше» Дж. Бока), Джим Бой («Гавайский цветок» П. Абрахама) и сольные партии в произведениях кантатно-ораториального жанра («Реквием»'ы В.-А. Моцарта и Й. Брамса, мессы и кантаты И.-С. Баха, Й. Гайдна, Ф. Хензель, Ф. Мендельсона и др.). Для Вадима Швыдкого написаны произведения Д. Запольского, С. Колмановского, И. Соколова.
Член междунаролной ассоциации (МАК) (игрок)"Что? Где? Когда?"